# آیلا اردوران
آیلا اردوران (انگلیسی: Ayla Erduran; ۲۲ اوت ۱۹۳۴ – ۷ ژانویهٔ ۲۰۲۵) نوازنده ویولن اهل ترکیه بود. او در استانبول، پاریس، آمریکا و مسکو تحصیل کرد. کسب جایزه پنجم در مسابقه ویولن هنریک وینیفسکی در سال ۱۹۵۷، مسیر یک حرفه بین‌المللی را برای او هموار کرد. او به طور گسترده‌ای تور کنسرت داشت، مانند تور در خاورمیانه با ارکستر سمفونیک ریاست جمهوری و در سال ۱۹۶۸ در آفریقا همراه با پیانیست وردا ارمن. از سال ۱۹۷۳ تا ۱۹۹۰ در لوزان سوئیس به تدریس ویولن پرداخت.